# Jonny O’Mara
Jonny O’Mara (ur. 2 marca 1995 w Arbroath) – brytyjski tenisista.

## Kariera tenisowa
Zawodowym tenisistą O’Mara jest od 2013 roku.
W zawodach rangi ATP Tour wygrał trzy turnieje w konkurencji gry podwójnej z siedmiu rozegranych finałów.
W rankingu gry pojedynczej O’Mara najwyżej był na 489. miejscu (10 kwietnia 2017), a w klasyfikacji gry podwójnej na 44. pozycji (20 maja 2019).

### Finały w turniejach ATP Tour
| Legenda                                      |
| -------------------------------------------- |
| Wielki Szlem                                 |
| Igrzyska olimpijskie                         |
| Tennis Masters Cup / ATP Finals              |
| ATP Masters Series / ATP Tour Masters 1000   |
| ATP International Series Gold / ATP Tour 500 |
| ATP International Series / ATP Tour 250      |

#### Gra podwójna (3–4)
| Końcowy wynik | Nr | Data                 | Turniej    | Nawierzchnia   | Partner         | Przeciwnicy                                         | Wynik finału |
| ------------- | -- | -------------------- | ---------- | -------------- | --------------- | --------------------------------------------------- | ------------ |
| Zwycięzca     | 1. | 30 czerwca 2018      | Eastbourne | Trawiasta      | Luke Bambridge  | Ken Skupski Neal Skupski                            | 7:5, 6:4     |
| Zwycięzca     | 2. | 21 października 2018 | Sztokholm  | Twarda (hala)  | Luke Bambridge  | Marcus Daniell Wesley Koolhof                       | 7:5, 7:6(8)  |
| Finalista     | 1. | 5 stycznia 2019      | Pune       | Twarda         | Luke Bambridge  | Rohan Bopanna Divij Sharan                          | 3:6, 4:6     |
| Finalista     | 2. | 3 marca 2019         | São Paulo  | Ceglana (hala) | Luke Bambridge  | Federico Delbonis Máximo González                   | 4:6, 3:6     |
| Finalista     | 3. | 5 maja 2019          | Estoril    | Ceglana        | Luke Bambridge  | Jérémy Chardy Fabrice Martin                        | 5:7, 6:7(3)  |
| Finalista     | 4. | 29 lutego 2020       | Santiago   | Ceglana        | Marcelo Arévalo | Roberto Carballés Baena Alejandro Davidovich Fokina | 6:7(3), 1:6  |
| Zwycięzca     | 3. | 3 października 2021  | Sofia      | Twarda (hala)  | Ken Skupski     | Oliver Marach Philipp Oswald                        | 6:3, 6:4     |